# 임창선
임창선(林昶善, 1940년 1월 15일 ~ )는 대한민국의 정치인이다. 제34대 여주군수를 역임했다.

## 역대 선거 결과
|  | 21.1% |

|  | 16.18% |

|  | 11.84% |

|  | 58.61% |

|  | 12.04% |